# 日本歯科審美学会
一般社団法人日本歯科審美学会（にほんしかしんびがっかい、Japan Academy of Esthetic Dentistry;JAED）とは、審美歯科学を中心とした学問を取り扱う専門学術団体の一つである。

## 概要
1988年4月17日に設立された。 2013年9月30日現在会員数4,275名。2024年現在、理事長は山本一世。

## 本部事務局
- 〒170-0003　豊島区駒込1-43-9　駒込TSビル4Ｆ　財団法人口腔保健協会内

## 学会誌
- 『歯科審美』年2回発刊 ISSN 0916-1945

## 専門認定
- 歯科医師
  - 日本歯科審美学会認定医
- 歯科衛生士・歯科技工士
  - 日本歯科審美学会認定士
- 歯科衛生士
  - 日本歯科審美学会ホワイトニングコーディネーター

## 大会等
| 年     | 月日              | 名称                           | 大会長     | 会場                                        | テーマ                                                     | 参加者数 | 備考                                 |
| ------ | ----------------- | ------------------------------ | ---------- | ------------------------------------------- | ---------------------------------------------------------- | -------- | ------------------------------------ |
| 2009年 | 9月19日～20日     | 第20回日本歯科審美学会学術大会 | 松村英雄   | 品川区立総合区民会館                        | 未来に向けた審美歯科 Esthetic Dentistry: Toward the Future |          | [ 3 ]                                |
| 2010年 | 8月27日～29日     | 第21回日本歯科審美学会学術大会 | 石橋寛二   | 安比プラザ・リゾートセンター                | 歯科審美の源流：21年目の発見                               |          | [ 4 ]                                |
| 2011年 | 10月1日～2日      | 第22回日本歯科審美学会学術大会 | 末瀬一彦   | 奈良県新公会堂                              | いにしえの都で審美を語ろう -温故知新-                      | 約600名  | [ 5 ]                                |
| 2012年 | 7月20日～22日     | 第23回日本歯科審美学会学術大会 | 佐野英彦   | 札幌コンベンションセンター                  | he patient's demands come first                            |          | 第12回アジア歯科審美学会と併催       |
| 2013年 | 7月20日～21日     | 第24回日本歯科審美学会学術大会 | 奈良陽一郎 | 日本歯科大学                                | 歯科審美 調和の医療                                        |          | [ 7 ]                                |
| 2014年 | 11月22日～23日    | 第25回日本歯科審美学会学術大会 | 吉山昌宏   | 高松国際ホテル                              | 歯科審美 臨床と学術のハーモニー                            |          | [ 8 ]                                |
| 2015年 | 11月22日～23日    | 第26回日本歯科審美学会学術大会 | 佐藤亨     | 東京歯科大学                                | Show the world a nice smile                                |          | [ 9 ]                                |
| 2016年 | 8月26日～28日     | 第27回日本歯科審美学会学術大会 | 越智守生   | 京王プラザホテル札幌                        | 歯科審美 さらなる高みを目指して                            |          | [ 10 ]                               |
| 2017年 | 9月17日           | 第28回日本歯科審美学会学術大会 | 千田彰     | 富山国際会議場・ANAクラウンプラザホテル富山 | 審美歯科の真髄と融和                                       |          | 第10回国際歯科審美学会学術大会と併催 |
| 2018年 | 9月29日～30日     | 第29回日本歯科審美学会学術大会 | 藤澤政紀   | ウェスタ川越                                | ほほえみをあなたに ―That’s what we are here for―           |          | [ 12 ]                               |
| 2019年 | 11月30日～12月1日 | 第30回日本歯科審美学会学術大会 | 真鍋厚史   | 昭和大学上條記念館                          | 笑顔をはぐくむ明日への医療                                 |          | [ 13 ]                               |

## 加盟団体
- 日本歯科医学会
- 日本歯学系学会協議会